# Alice Tissot
Alice Tissot (16è districte de París, 1 de gener de 1890 - 15è districte de París, 5 de maig de 1971) és una actriu francesa, 

## Biografia
Alice Tissot va néixer al 56, rue de la Pompe. El seu estat civil esmenta un matrimoni el 22 de juny de 1912 a Asnières-sur-Seine amb André Barthélémy Georges Augereau, així com la professió del seu avi i del seu pare, vernissador.
Va dirigir, a partir de 1908, sota la direcció de Louis Feuillade, una carrera cinematogràfica extremadament prolífica (la seva filmografia compta amb més de 300 títols). El 1962, va fer la seva última aparició al cinema: un petit paper a la superproducció The Longest Day.
Alice Tissot va morir de càncer de laringe el maig de 1971.

## Filmografia

### Període mut
- 1908 :
  - L'Amour et Psyché curtmetratge (156 m) de Louis Feuillade - L'amour
  - L'Aveugle de Jérusalem curtmetratge (200 m) de Louis Feuillade
  - Les Couronnes rodada en dues parts La couronne de ronces, La couronne d'épines curtmetratge (138 m) d'Émile Cohl
  - Daniel dans la fosse aux lions curtmetratge de Louis Feuillade
  - Le Devoir curtmetratge (202 m) de Louis Feuillade
  - Le Dévouement d'un interne curtmetratge (205 m) d'Étienne Arnaud
  - La Dévoyée curtmetratge de Louis Feuillade
  - L'Esclave curtmetratge (267 m) de Louis Feuillade
  - L'Hôtel du silence curtmetratge (226 m) d'Émile Cohl
  - L'Incendiaire curtmetratge (229 m) de Louis Feuillade
  - Incognito curtmetratge (162 m) d'Étienne Arnaud
  - L'Innocent curtmetratge (244 m) de Louis Feuillade
  - L'Invention de la poudre curtmetratge de Louis Feuillade
  - Le Korrigan curtmetratge (160 m) d'Étienne Arnaud
  - La Légende de la fileuse o Le Songe du pêcheur/La Sirène curtmetratge (130 m) de Louis Feuillade
  - Lucrèce curtmetratge de Louis Feuillade
  - Le Miracle des roses curtmetratge (114 m) d'Étienne Arnaud
  - Nouvelle histoire de Puce curtmetratge de Louis Feuillade
  - L'Orpheline curtmetratge de Louis Feuillade
  - Poum à la chasse curtmetratge de René Le Somptier
  - Prométhée curtmetratge (125 m) de Louis Feuillade
  - Le Récit du colonel curtmetratge de Louis Feuillade
  - Le Roman de Sœur Louise curtmetratge (280 m) de Louis Feuillade
  - Salomé curtmetratge de Louis Feuillade
  - Le Serment du glacier curtmetratge (185 m) d'Étienne Arnaud
  - Le Tabac de grand-père curtmetratge (160 m) de Louis Feuillade
  - Le Thé chez la concierge curtmetratge de Louis Feuillade - L'invitée qui danse
  - La Traite curtmetratge (132 m) de Louis Feuillade
  - Une nuit agitée curtmetratge de Louis Feuillade
- 1909 :
  - André Chénier curtmetratge (349 m) de Louis Feuillade
  - La Bague curtmetratge (133 m) de Louis Feuillade
  - Beaucoup de bruit pour rien curtmetratge (142 m) de Romeo Bosetti
  - La Berceuse curtmetratge (104 m) de Louis Feuillade
  - La Boîte de Pandore curtmetratge (135 m) de Louis Feuillade
  - La Bouée curtmetratge (136 m) de Louis Feuillade
  - La Chasse au bois hanté curtmetratge (173 m) de Louis Feuillade
  - La Chatte métamorphosée en femme curtmetratge (119 m) de Louis Feuillade
  - La Cigale et la Fourmi curtmetratge (186 m) de Louis Feuillade
  - Le Collier de la reine curtmetratge (140 m) d'Étienne Arnaud
  - La Contrebandière curtmetratge (277 m) de Louis Feuillade
  - Vainqueur de la course pédestre curtmetratge de Louis Feuillade
  - La Croix de l'empereur curtmetratge (213 m) de Louis Feuillade
  - Le Crucifix curtmetratge (78 m) de Louis Feuillade
  - Les Deux Devoirs curtmetratge (174 m) d'Étienne Arnaud
  - Les Deux Mères curtmetratge (259 m) de Louis Feuillade
  - Les Deux Sœurs curtmetratge (262 m) de Louis Feuillade
  - Le Domino rouge curtmetratge (177 m) de Louis Feuillade
  - Don Quichotte curtmetratge (200 m) d'Émile Cohl
  - Le Docteur Carnaval curtmetratge (74 m) de Émile Cohl
  - L'Épave curtmetratge (198 m) de Louis Feuillade
  - Le Festin de Balthazar curtmetratge (290 m) de Louis Feuillade
  - La Fiancée du batelier curtmetratge (269 m) de Louis Feuillade
  - La Fiancée du pion curtmetratge (181 m) d'Étienne Arnaud
  - Les Filles du cantonnier curtmetratge (297 m) de Louis Feuillade - Une fille du cantonnier
  - Le Fou curtmetratge (226 m) de Louis Feuillade
  - Fra Vencenti curtmetratge (268 m) d'Étienne Arnaud
  - Les Heures : l'aube, l'aurore curtmetratge (68 m) de Louis Feuillade
  - Les Heures : le matin, le jour curtmetratge (30 m) de Louis Feuillade
  - Les Heures : le midi, la vesprée, le crépuscule curtmetratge (83 m) de Louis Feuillade
  - Les Heures : le soir, la nuit curtmetratge (53 m) de Louis Feuillade
  - Le Huguenot curtmetratge (310 m) de Louis Feuillade
  - L'Idée du pharmacien curtmetratge (111 m) de Louis Feuillade
  - Idylle corinthienne curtmetratge (337 m) de Louis Feuillade
  - Judith et Holopherne curtmetratge (89 m) de Louis Feuillade - Holopherne
  - La Légende des phares curtmetratge (232 m) de Louis Feuillade
  - La Lettre anonyme curtmetratge (240 m) de Louis Feuillade
  - Loin du bagne curtmetratge (217 m) de Louis Feuillade
  - Le Lys d'or curtmetratge (214 m) de Louis Feuillade et Léonce Perret
  - Madame Bernard curtmetratge de Louis Feuillade
  - Matelot curtmetratge (202 m) de Louis Feuillade
  - Le Mensonge de Sœur Agnès curtmetratge (118 m) de Louis Feuillade
  - La Mère du moine curtmetratge (188 m) de Louis Feuillade
  - Le Mirage curtmetratge (203 m) de Louis Feuillade
  - Le Miroir hypnotique curtmetratge (85 m) de Louis Feuillade
  - La Mort de Cambyse curtmetratge (147 m) de Louis Feuillade
  - La Mort de Sire de Framboisy curtmetratge de Louis Feuillade
  - La Mort de Mozart curtmetratge (264 m) d'Étienne Arnaud
  - Le Noël du vagabond curtmetratge (221 m) de Louis Feuillade
  - Le Paralytique curtmetratge (192 m) de Louis Feuillade
  - Pauvre chiffonnier curtmetratge (173 m) de Louis Feuillade
  - Le Péché d'une mère curtmetratge (227 m) de Louis Feuillade
  - Le Petit soldat curtmetratge de Louis Feuillade
  - La Possession de l'enfant curtmetratge (235 m) de Louis Feuillade
  - La Princesse d'Ys curtmetratge (295 m) d'Étienne Arnaud
  - Le Printemps film en 4 parties L'Éveil des sources / L'Éveil des nids - Sur les étangs / L'Amour chef d'orchestre - La Besquée / Dans les vergers - Les Jeux et les Ris / Floréal curtmetratge (150 m) de Louis Feuillade
  - Probité mal récompensée curtmetratge (164 m) de Louis Feuillade
  - Le Puits curtmetratge (246 m) de Louis Feuillade
  - Rayons et ombres curtmetratge (90 m) de Louis Feuillade
  - La Redingote curtmetratge (151 m) de Louis Feuillade
  - Le Rêve d'amour curtmetratge (82 m) d'Étienne Arnaud
  - Robert le diable curtmetratge d'Étienne Arnaud
  - Le Savetier et le Financier curtmetratge (140 m) d'Étienne Arnaud
  - Simple Histoire curtmetratge (149 m) de Louis Feuillade
  - Le Spadassin curtmetratge (237 m) de Louis Feuillade
  - Le Spectre curtmetratge (290 m) de Louis Feuillade
  - La Tirelire solide curtmetratge (149 m) d'Étienne Arnaud
  - Tu ne tueras point curtmetratge (120 m) de Louis Feuillade
  - Une femme pour deux maris curtmetratge d'Étienne Arnaud
  - Un premier amour curtmetratge de Louis Feuillade
  - Vanité curtmetratge (89 m) de Louis Feuillade
  - Vers le Pôle Sud curtmetratge de Louis Feuillade
  - Les Vieux curtmetratge (189 m) de Louis Feuillade
  - Le Voile des nymphes curtmetratge (101 m) de Louis Feuillade
  - Voleurs d'enfants curtmetratge (230 m) de Louis Feuillade
- 1910 :
  - Amphitryon curtmetratge (207 m) d'Étienne Arnaud
  - L'An Mil curtmetratge (279 m) de Louis Feuillade
  - L'Apprenti curtmetratge (203 m) d'Étienne Arnaud
  - Au temps de la chouannerie curtmetratge (287 m) de Louis Feuillade
  - Bébé Apache curtmetratge (108 m) de Louis Feuillade
  - Benvenuto Cellini curtmetratge (329 m) d'Étienne Arnaud i Louis Feuillade
  - Le Billet de loterie curtmetratge (170 m) de Louis Feuillade
  - Le Bon Samaritain curtmetratge (109 m) de Léonce Perret
  - La Brouille curtmetratge (298 m) de Louis Feuillade
  - Les Carbonari curtmetratge (310 m) de Louis Feuillade
  - Les Chaînes curtmetratge (116 m) de Émile Cohl
  - Christophe Colomb curtmetratge (333 m) d'Étienne Arnaud
  - La Colombe curtmetratge (151 m) d'Étienne Arnaud
  - Conscience de fou curtmetratge de Louis Feuillade
  - Le Demi-solde curtmetratge (293 m) d'Étienne Arnaud
  - La Dot de la forêt curtmetratge (194 m) d'Étienne Arnaud
  - Le Doute curtmetratge (128 m) d'Étienne Arnaud
  - Les Douze Travaux d'Hercule curtmetratge (164 m) de Émile Cohl
  - L'Enfant disgracié curtmetratge (240 m) de Louis Feuillade
  - Esther curtmetratge (436 m) de Louis Feuillade
  - Étienne Marcel curtmetratge (317 m) d'Étienne Arnaud
  - L'Exode curtmetratge (430 m) de Louis Feuillade
  - La Faute d'un autre curtmetratge (303 m) de Louis Feuillade
  - La Fiancée du conscrit curtmetratge (270 m) de Louis Feuillade
  - La Fille du passeur curtmetratge (282 m) de Louis Feuillade
  - L'Héritage curtmetratge (228 m) de Louis Feuillade
  - Le Journal d'une orpheline curtmetratge (305 m) de Louis Feuillade
  - La Justicière curtmetratge de Louis Feuillade
  - La Légende de Daphné curtmetratge (104 m) de Louis Feuillade
  - Lysistrata ou la Grève des baisers curtmetratge (260 m) de Louis Feuillade - Lysistrata
  - Le Martyre d'une femme curtmetratge (266 m) de Louis Feuillade
  - Le Matelot criminel curtmetratge (211 m) de Louis Feuillade
  - Mater Dolorosa curtmetratge (184 m) de Louis Feuillade
  - Maudite soit la guerre curtmetratge (189 m) de Louis Feuillade
  - La Mauvaise Nouvelle curtmetratge de Louis Feuillade
  - Le Mauvais hôte curtmetratge (225 m) de Louis Feuillade
  - 1814 curtmetratge (247 m) de Louis Feuillade
  - Le Miroir curtmetratge (239 m) de Louis Feuillade
  - La Mort de Camoens curtmetratge (207 m) d'Étienne Arnaud
  - La Nativité curtmetratge (302 m) de Louis Feuillade
  - Le Noël du chiffonnier curtmetratge (148 m) de Louis Feuillade
  - L'Œuvre accomplie curtmetratge (204 m) de Louis Feuillade
  - Le Pain quotidien curtmetratge (230 m) de Louis Feuillade
  - Pâques florentines curtmetratge (337 m) de Louis Feuillade
  - Le Pater curtmetratge (144 m) de Louis Feuillade
  - Pauvre petit ou Le Pauvre Gosse curtmetratge de Louis Feuillade
  - Le Quart d'heure de Rabelais curtmetratge (164 m) de Louis Feuillade
  - La Restitution curtmetratge (108 m) de Louis Feuillade
  - Le Roi de Thulé curtmetratge (220 m) d'Étienne Arnaud
  - Roland à Roncevaux curtmetratge de Louis Feuillade
  - Les Sept Péchés capitaux I : l'orgueil curtmetratge (120 m) de Louis Feuillade
  - Les Sept Péchés capitaux II : l'avarice curtmetratge (162 m) de Louis Feuillade
  - Les Sept Péchés capitaux III : la luxure curtmetratge (126 m) de Louis Feuillade
  - Les Sept Péchés capitaux IV : l'envie curtmetratge (384 m) de Louis Feuillade
  - Les Sept Péchés capitaux V : la gourmandise curtmetratge (103 m) de Louis Feuillade
  - Les Sept Péchés capitaux VI : la colère curtmetratge (40 m) de Louis Feuillade
  - Les Sept Péchés capitaux VII : la paresse curtmetratge (86 m) de Louis Feuillade
  - Le Tricheur ou Le Grec curtmetratge de Louis Feuillade
  - La Vengeance posthume du Dr. William curtmetratge (240 m) de Louis Feuillade
  - La Vie de Pouchkine curtmetratge de Louis Feuillade
- 1911 :
  - La Tare (pel·lícula rodada en 6 partis - 913 m) de Louis Feuillade
  - Aux lions les chrétiens curtmetratge (276 m) de Louis Feuillade
  - Bacchus et Cupidon curtmetratge (255 m) de Léonce Perret - Cupidon
  - Le Bracelet de la marquise curtmetratge (283 m) de Louis Feuillade
  - Cupidon aux manœuvres curtmetratge (245 m) de Léonce Perret - Cupidon
  - Flore et Zéphir curtmetratge (87 m) de Louis Feuillade - Zéphyr
  - Les Grandes manœuvres curtmetratge de Léonce Perret
  - On ne badine pas avec le cœur curtmetratge (307 m) de Léonce Perret
  - Les Petites Apprenties curtmetratge (220 m) de Louis Feuillade
  - Le Roi Lear au village curtmetratge (360 m) de Louis Feuillade
  - La Souris blanche curtmetratge (313 m) de Louis Feuillade - Noémie
  - Vers l'idéal curtmetratge de Louis Feuillade
  - Les Vipères curtmetratge (360 m) de Louis Feuillade
  - La Peau de l'ours de Léonce Perret
- 1912 : 
  - La Course aux millions (905 m) de Louis Feuillade - Une infirmière
  - Le Mort vivant (931 m) de Louis Feuillade - Une religieuse
  - L'Amazone curtmetratge (305 m) de Henri Fescourt
  - Marget et Bénédict de Léonce Perret
  - Bout de Zan et sa tirelire curtmetratge (227 m) de Louis Feuillade
  - Graziella la gitane curtmetratge (480 m) de Léonce Perret - Graziella
  - Tyrtée curtmetratge (308 m) de Louis Feuillade
  - La Rançon du bonheur de Léonce Perret
- 1913 :
  - L'Agence Pigeonneau curtmetratge (136 m) de Henri Fescourt - Une cliente de l'agence
  - Bout de Zan et le chemineau curtmetratge (117 m) de Louis Feuillade
  - L'Homme triste curtmetratge (117 m) Réalisation anonyme
  - La Lettre curtmetratge de René Le Somptier
  - La Poudre X curtmetratge (346 m) de René Le Somptier
  - Sur la voie curtmetratge (258 m) de Léonce Perret
- 1914 : Cadette de Léon Poirier
- 1914 : Bout de Zan et le Ramoneur de Louis Feuillade
- 1914 : Les Leçons de la guerre migmetratge (634 m) de Gaston Ravel
- 1914 : Monsieur Charlemagne (1.052 m) de Léon Poirier
- 1914 : Le Bon Tuyau curtmetratge (313 m) de René Le Somptier
- 1914 : Bout de Zan et le ramoneur curtmetratge (245 m) de Louis Feuillade
- 1914 : Ces demoiselles Perrotin curtmetratge (546 m) de Léon Poirier
- 1914 : Les Sept Suffragettes de Saint-Lolo curtmetratge (179 m) de Henri Fescourt
- 1915 : L'Autre devoir (945 m) de Léonce Perret
- 1915 : Aimer, pleurer, mourir migmetratge (879 m) de Léonce Perret
- 1915 : Bouboule curtmetratge de Louis Feuillade
- 1915 : Tante Lolotte de Léonce Perret
- 1918 : Plouf a eu peur curtmetratge (400 m) de Fernand Rivers
- 1919 : Barrabas sèrie de 12 episodis[3] de Louis Feuillade
- 1920 : Les Deux Gamines sèrie de 12 episodis[4]
- 1921 : L'Orpheline de Louis Feuillade
- 1923 :
  - La Fille bien gardée (1.880 m) de Louis Feuillade - Marie, la domestique de la baronne
  - La Gosseline (1.376 m) de Louis Feuillade - Irma Pédoizel
- 1924 :
  - Le Gardien du feu (2.000 m) de Gaston Ravel - Tumette Chevanton
  - Lucette (1.600 m) de Louis Feuillade i Maurice Champreux - Madame Gibouard
  - L'Orphelin de Paris rodada en 6 parts[5]
  - Les Étrennes à travers les âges curtmetratge de Pierre Colombier
- 1925 :
  - Amour et Carburateur (1.750 m) de Pierre Colombier - Ursule Cachou
  - Autour d'un berceau o La Raison de vivre/Cheveux blancs, boucles blondes (2.100 m) de Georges Monca i Maurice Kéroul - Madame Ronfledur
  - L'Espionne aux yeux noirs o Le Prince Aryad/Le Sang des aïeux film en 8 episodis[6]
  - Gribiche (2.500 m) de Jacques Feyder - L'institutrice
  - Un fils d'Amérique (1.750 m) de Henri Fescourt - Madame Mouchin
  - Ces dames aux chapeaux verts d'André Berthomieu : Marie

- 1926 :
  - Au revoir... et merci ou Pneumatiques de E.B. Donatien i Pierre Colombier - Mme Mirandon
  - Le Capitaine Rascasse pel·lícula rodada en 4 épisodis de Henri Desfontaines - Miss Waterburry
- 1927 :
  - Belphégor film en 4 episodis : Le Mystère du Louvre, De mystère en mystère, Le Fantôme noir, Les Deux Polices de Henri Desfontaines - La baronne Papillon
  - Le Chauffeur de Mademoiselle de Henri Chomette - Miss Clarence
  - La Cousine Bette (4.000 m, ramené à 2.650 m) de Max de Rieux - Élisabeth Fischer, La Cousine Bette
  - Morgane la sirène (1.600 m) de Léonce Perret - Gertrude
  - Un chapeau de paille d'Italie de René Clair - Une cousine
- 1929 :
  - Cagliostro (2.850 m) de Richard Oswald - La duchesse de Mittau
  - Ces dames aux chapeaux verts (2.750 m) d'André Berthomieu - Mlle Marie Davernis, une des trois vieilles filles
  - Nuits de princes ou Nuits de tziganes (3.060 m) de Marcel L'Herbier - Mlle Mesureux

### Període 1930 / 1962
- 1930 : Cendrillon de Paris de Jean Hémard
- 1930 : Paramount on Parade de Charles de Rochefort
- 1930 : Le Secret du docteur de Charles de Rochefort - Miss Reading
- 1930 : Le Tampon du capiston de Jean Toulout i Joe Francis - Hortense
- 1930 : Une femme a menti de Charles de Rochefort - Amélie Vaudrey
- 1930 : Monsieur Gazon curtmetratge de Henri Diamant-Berger - La fiancée du directeur
- 1931 : Le Capitaine Craddock o Une bombe sur Monte-Carlo / Le Croiseur en folie d'Hans Schwartz i Max de Vaucorbeil - Isabelle
- 1931 : La Fortune de Jean Hémard - Mlle de Tavères
- 1931 : Pas sur la bouche de Nicolas Rimsky i Nicolas Evreïnoff - Mlle Poumaillac
- 1931 : Le Petit Écart de Reinhold Schünzel i Henri Chomette
- 1931 : Les Quatre Vagabonds de Lupu-Pick - Emma
- 1931 : Tu m'oublieras de Henri Diamant-Berger - Rosine
- 1931 : Le Cheval du cinquième curtmetratge de Robert Rips
- 1932 : L'Affaire Blaireau de Henry Wulschleger - Mlle de Mauperthuis
- 1932 : Baby de Karel Lamač i Pierre Billon - Miss Fitz
- 1932 : Le Gamin de Paris de Gaston Roudès - La comtesse de Saint-Dizier
- 1932 : Mirages de Paris o Nuits de Paris de Fédor Ozep - La directrice du pensionnat
- 1932 : Plaisirs de Paris o Oh, ma mitrailleuse à musique d'Edmond T. Gréville - Amélie Perdrigot
- 1932 : Si tu veux o Excursions dans la ville / Roman d'amour / Quatre cœurs d'André Hugon - La logeuse
- 1932 : Un homme heureux de Antonin Bideau - Mme Fontanet
- 1932 : Franches lippées curtmetratge de Jean Delannoy
- 1932 : Invite Monsieur à dîner curtmetratge de Claude Autant-Lara
- 1932 : Ordonnance malgré lui migmetratge de Maurice Cammage - La baronne du Flair
- 1933 : Feu Toupinel de Roger Capellani - La nourrice
- 1933 : Madame Bovary de Jean Renoir - Mme Bovary, mère
- 1933 : La maternelle de Jean-Benoît Lévy i Marie Epstein - La directrice
- 1933 : Professeur Cupidon o La Prof' de gym de Robert Beaudoin i André Chemel - Le professeur de français
- 1933 : Si tu vois mon oncle de Gaston Schoukens - Mme Ledroux
- 1933 : Son autre amour o Dédé, son père et l'amour / Papa de Constant Rémy i Alfred Machard - Aurore
- 1933 : Un fil à la patte de Karl Anton - Marceline
- 1933 : La Belle Escale curtmetratge de Carlo Felice Tavano
- 1933 : Berlingot curtmetratge d'Edmond T. Gréville
- 1933 : Coquin de sort d'André Pellenc
- 1933 : Le Gros Lot ou La Veine d'Anatole curtmetratge de Maurice Cammage
- 1933 : Gudule curtmetratge de Pierre-Jean Ducis - Gudule, la servante
- 1933 : Le Témoin curtmetratge de Pierre de Cuvier
- 1934 : L'Affaire Coquelet de Jean Gourguet - Hortense Coquelet
- 1934 : Antonia, romance hongroise de Max Neufeld i Jean Boyer - La directrice
- 1934 : La Banque Némo de Marguerite Viel - Madame Némo
- 1934 : Le Billet de mille de Marc Didier
- 1934 : La Caserne en folie de Maurice Cammage - Madame Durand
- 1934 : Le Chéri de sa concierge de Giuseppe Guarino - Mme Matteville, la concierge
- 1934 : Compartiment de dames seules de Christian-Jaque - Madame Monicourt
- 1934 : Flofloche de Gaston Roudès - La directrice
- 1934 : L'Homme à l'oreille cassée de Robert Boudrioz - Mlle Sanibucco
- 1934 : L'Or dans la rue de Kurt Bernhardt - Madame Tourbier
- 1934 : Un tour de cochon de Joseph Tzipine
- 1934 : Un train dans la nuit de René Hervil - Miss Bourne
- 1934 : Alcide Pépie curtmetratge de René Jayet - Adèle Biche
- 1934 : Les Chevaliers de la cloche curtmetratge de René Le Hénaff - La marchande d'huitres
- 1934 : L'Espionne du palace curtmetratge de Gaston Jacquet i René Rufli
- 1934 : Les Suites d'un premier lit, migmetratge de Félix Gandéra - La veuve Arthur
- 1935 : Le Chant de l'amour ou Les femmes devant l'amour de Gaston Roudès - Mlle Estelle
- 1935 : Vaccin 48 migmetratge de Andrew F. Brunelle - Tante Pauline
- 1935 : Le Contrôleur des wagons-lits de Richard Eichberg
- 1935 : Et moi j'te dis qu'elle t'as fait d'l'œil de Jack Forrester - La baronne de Lespinois
- 1935 : La Famille Pont-Biquet de Christian-Jaque - Mme Pont-Biquet
- 1935 : Juanita de Pierre Caron - La reine
- 1935 : La Petite Sauvage o Cupidon au pensionnat de Jean de Limur - La directrice
- 1935 : Le Train d'amour de Pierre Weill
- 1935 : Vogue, mon cœur de Jacques Daroy - La chanoinesse
- 1935 : Le Nudiste des Champs-Élysées curtmetratge de Jacques Daroy
- 1935 : Son frère de lait curtmetratge de Georges Pallu et Max Lerel
- 1935 : Un gros timide curtmetratge, réalisation anonyme
- 1936 : L'Appel du silence de Léon Poirier - La femme du notaire
- 1936 : La Course à la vertu Film inédit de Maurice Gleize - Cunégonde Pottier
- 1936 : Les Deux Gamines de René Hervil i Maurice Champreux - Mlle Bénazer
- 1936 : La Madone de l'Atlantique de Pierre Weill - Mme Villebon
- 1936 : Les Maris de ma femme de Maurice Cammage - La marquise de Paulac, la vieille tante
- 1936 : Mes tantes et moi de Yvan Noé - Tante Lucie
- 1936 : Œil de lynx, détective  de Pierre-Jean Ducis - Mme Dunoyau
- 1936 : On ne roule pas Antoinette de Paul Madeux - La marquise de La Tour Barrée
- 1936 : La Rose effeuillée o Cœur de gosse de Georges Pallu - Mme Renault
- 1936 : Trois jours de perm' de Georges Monca i Maurice Kéroul
- 1936 : L'Agence Sécurity curtmetratge de Edmond T. Gréville
- 1936 : Les Croquignolle migmetratge de Robert Péguy - Mme Croquignolle
- 1936 : Hyacinthe curtmetratge de Emile Salle
- 1936 : Irma Lucinde, voyante migmetratge de Claude Orval - Irma Lucinde
- 1937 : Ces dames aux chapeaux verts de Maurice Cloche - Marie
- 1937 : La Course à la vertu de Maurice Gleize
- 1937 : [[François Ier (pel·lícula)|François Plantilla:Ier]] ou Les Amours de la belle Ferronnière de Christian-Jaque - Alfrédine, la duègne et Mme Cascaroni
- 1937 : Ignace de Pierre Colombier - La colonelle Durozier
- 1937 : Mon père et mon papa de Gaston Schoukens - Mme Martineau
- 1937 : Le Champion de ces dames de René Jayet - Mme Patterson
- 1937 : Les Chevaliers de la cloche de René Le Hénaff - La marchande d'huitres
- 1938 : Le Dompteur de Pierre Colombier - Hortense
- 1938 : La Marraine du régiment de Gabriel Rosca - Agathe Cascarel
- 1938 : Mon curé chez les riches de Jean Boyer - Une dame patronnesse
- 1938 : Mon oncle et mon curé de Pierre Caron - Mme de Laval, la tante
- 1939 : Feux de joie de Jacques Houssin - Maud, la professeur de Français
- 1939 : Dernière Jeunesse o La fin d'une vie de Jeff Musso - La propriétaire de la maison
- 1940 : Bécassine de Pierre Caron - La marquise de Grand-Air
- 1940 : Ils étaient cinq permissionnaires de Pierre Caron - Mlle de Grand-Prix
- 1941 : Sixième étage de Maurice Cloche - La propriétaire
- 1941 : Pension Jonas de Pierre Caron - Rosa
- 1942 : L'Ange de la nuit d'André Berthomieu - Mme Robineau
- 1943 : Le Capitaine Fracasse d'Abel Gance - Dame Léonarde
- 1944 : Le Merle blanc de Jacques Houssin - Mme Jules Leroy
- 1945 : Adieu chérie de Raymond Bernard - Mlle Chomelette
- 1945 : Cyrano de Bergerac de Fernand Rivers - La Duègne
- 1946 : Amour, Délices et Orgues o Collège swing d'André Berthomieu - La tante Ursule
- 1946 : Boîte de nuit curtmetratge de Jean Devaivre - La cliente
- 1946 : La Pythonisse curtmetratge de Jean Devaivre
- 1948 : Blanc comme neige de André Berthomieu - Mlle de Brézolles
- 1949 : L'Auberge du péché de Jean de Marguenat - Mme Rallier
- 1949 : Une nuit de noces de René Jayet - Mme Portal
- 1951 : Jamais deux sans trois d'André Berthomieu - La baronne Flouc de La Donzelle
- 1952 : Les Deux Monsieur de madame de Robert Bibal - La tante Irène
- 1952 : L'Île aux femmes nues de Henri Lepage - Mme Darcepoil, la pharmacienne
- 1952 : La Pocharde de Georges Combret - Mlle Pitois dite La Pimbêche'
- 1953 : Tambour battant de Georges Combret - La tante Hortense Gambier
- 1953 : Le Collège en folie de Henri Lepage
- 1954 : Is Kermis bij ons o Bistrot du coin de Paul Flon - Antoinette
- 1955 : Les deux font la paire d'André Berthomieu - L'habilleuse
- 1955 : On déménage le colonel de Maurice Labro - Elodie Grivier
- 1955 : Si Paris nous était conté de Sacha Guitry - Mme Denis
- 1956 : La Joyeuse Prison de André Berthomieu - Mme de Saint-Leu
- 1956 : Porta dels Lilàs de René Clair - La concierge
- 1957 : En bordée de Pierre Chevalier
- 1957 : Le Tombeur de René Delacroix
- 1957 : Trois marins en bordée de Émile Couzinet - La directrice
- 1959 : Quai du point du jour de Jean Faurez - La concierge
- 1960 : Un couple de Jean-Pierre Mocky - Mme Mitouflet
- 1962 : Césarin joue les étroits mousquetaires d'Émile Couzinet
- 1962 : The Longest Day, de Ken Annakin, Andrew Marton i Bernhard Wicki - La concierge

### Televisió
- 1956 : Beaufils et fils de Roger Iglésis
- 1956 : Le mari ne compte pas de Roger Iglésis
- 1958 : Monsieur chasse de Stellio Lorenzi
- 1960 : De doux dingues de Guy Labourasse
- 1961 : Les Bijoux d'Isabelle de Jacques Rutman
- 1964 : Le Chanoine de Reims de Maurice Chateau
- 1967 : S.O.S hamster (Les créatures du bon-dieu) de Jean Laviron
- 1970 : Les Amants novices (Au théâtre ce soir) de Georges Folgoas - La belle-mère

## Teatre
- 1917 : Chantecoq d'Arthur Bernède i Aristide Bruant, Théâtre de Cluny
- 1922 : Le Souffle du désordre de Philippe Faure-Fremiet, escenografia Fernand Bastide, Théâtre des Mathurins
- 1926 : Debureau de Sacha Guitry, escenografia de l'autor, Théâtre Sarah-Bernhardt
- 1929 : Tristan et Iseut de Joseph Bedier i Louis Artus, escenografia André Brûlé, Théâtre du Palais de la Méditerranée (Nice)
- 1931 : Ces dames aux chapeaux verts d'Albert Acremant d'après Germaine Acremant, Théâtre Sarah-Bernhardt
- 1932 : Une jeune fille espagnole de Maurice Rostand, escenografia Harry Baur, Théâtre Sarah-Bernhardt
- 1939 : Mailloche de René Dorin, Théâtre de la Madeleine
- 1946 : La Bonne Hôtesse opereta de Jean-Jacques Vital i Serge Veber, escenografia Fred Pasquali, Alhambra
- 1948 : Elle est folle, Carole de Jean de Letraz, escenografia de l'autor, Théâtre du Palais-Royal
- 1950 : Ces dames aux chapeaux verts de Germaine Acremant, Théâtre des Bouffes du Nord
- 1951 : Occupe-toi d'mon minimum de Paul Van Stalle, escenografia Jean de Letraz, Théâtre du Palais-Royal
- 1952 : Many d'Alfred Adam, escenografia Pierre Dux, Théâtre Gramont
- 1954 : On s'dit tout de Paul Van Stalle, escenografia Simone de Letraz, Théâtre du Palais-Royal
- 1955 : Elle est folle, Carole de Jean de Létraz, escenografia Madame Jean de Létraz, Théâtre du Palais-Royal
- 1958 : Mon p'tit pote de Marc Cab et Jean Valmy, escenografia Jacques-Henri Duval, en tournée de Rouen à Lyon, interrompuda a Marsella
- 1960 : Si la foule nous voit ensemble... de Claude Bal, escenografia Jean Mercure, Petit Théâtre de Paris
- 1960 : De doux dingues de Michel André, escenografia Jean Le Poulain, théâtre Édouard VII
- 1963 : Sur la pointe des pieds d'Yves Chatelain, escenografia Jean-Paul Cisife, Théâtre des Arts
- 1965 : Gigi de Colette, escenografia Jean-Michel Rouzière, Théâtre du Palais-Royal
- 1972 : De doux dingues de Michel André, escenografia Jean Le Poulain, théâtre Édouard VII